# Microcercus beroni
Microcercus beroni is een pissebed uit de familie Eubelidae. De wetenschappelijke naam van de soort is voor het eerst geldig gepubliceerd in 1981 door Taiti & Ferrara.